# Vulkán (planeta)

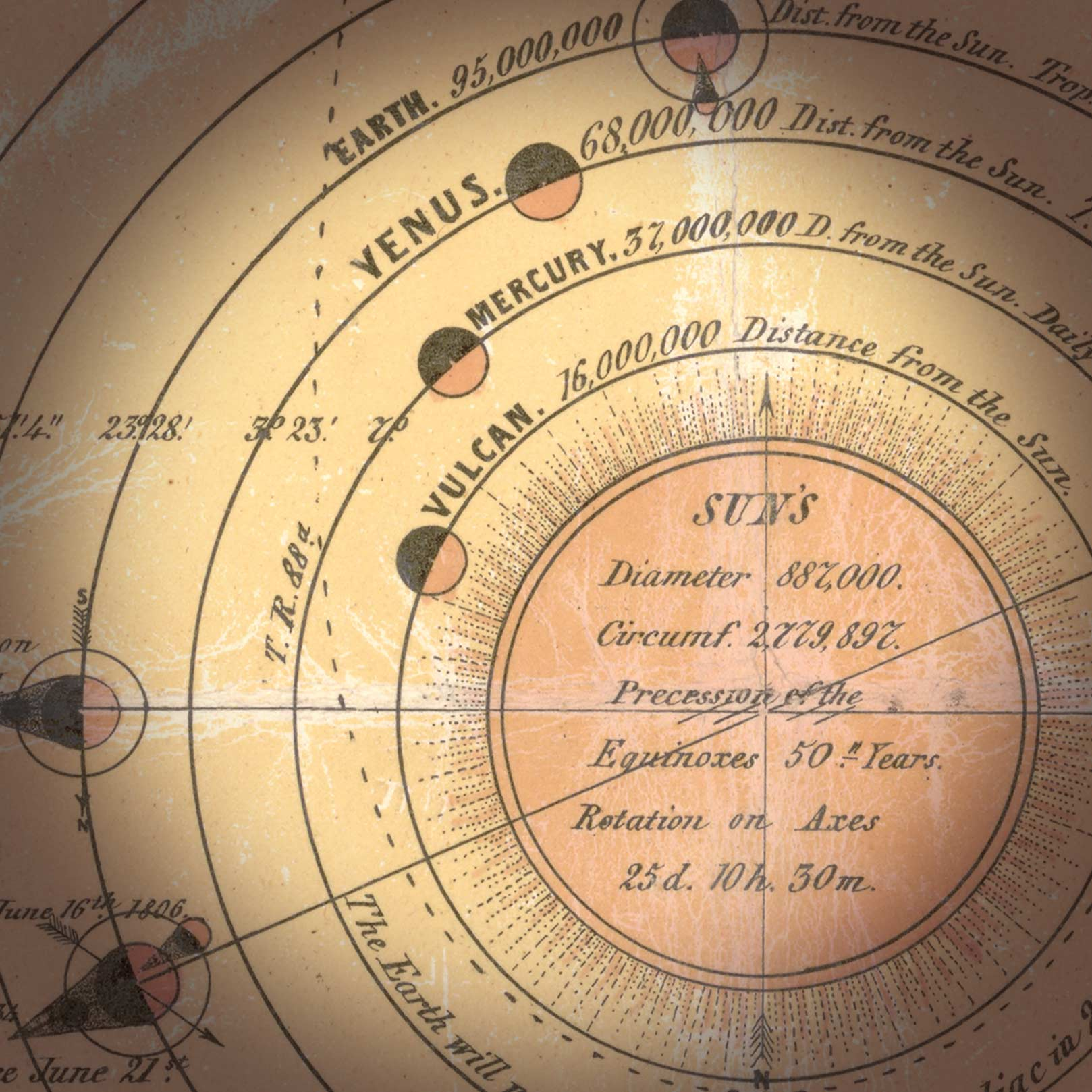
Hypotetická planeta Vulkán na litografii z roku 1846.

Vulkán je hypotetická planeta, o které se v 19. století předpokládalo, že obíhá kolem Slunce uvnitř dráhy Merkuru. Důvodem, proč byla tato planeta hledána, byly nevysvětlitelné nesrovnalosti v oběžné dráze Merkuru. Ty jsou v současnosti vysvětleny obecnou teorií relativity.

## Historie
Francouzský matematik a astronom Urbain Le Verrier na základě rozdílu mezi pohybem po oběžné dráze Uranu teoreticky vypočteným na základě Newtonovských zákonů mechaniky a skutečným pohybem pozorovaných vytvořil hypotézu existence deváté planety, která gravitačně působí na Uran. Hypotéza byla potvrzena v roce 1846, kdy na jejím základě skutečně byla objevena planeta Neptun.
Le Verrier v roce 1859 ve Francouzské akademii přednesl podobný problém ohledně eliptické oběžné dráhy Merkuru. Její osa se pootáčí a tí dochází i ke stáčení perihelia Merkuru. Stáčí se však o 38 úhlových vteřin za století více (později upřesněno na 43), než odpovídá výpočtům. Předpokládalo se, že hypotetická planeta nebyla pozorována kvůli přílišné blízkosti Slunci; i Merkur je proto hůře pozorovatelný.
Le Verrier prohlásil za objev planety Vulkán pozorování amatérského astronoma Edmonda Modestea Lescarbaulta, podle jehož zápisu spočítal oběžnou dobu Vulkánu na 19 dní. Tento domnělý objekt byl příliš malý pro vysvětlení anomálie a vedl k hypotéze množství menších planetek (asteroidů) zvaných Vulkanoidy.
Během úplného zatmění Slunce v roce 1860 proběhla rozsáhlá pátrací akce, během které se ale na žádný podezřelý objekt nenarazilo. K úspěšnému pozorování došlo až 4. dubna 1875, kdy se skvrnu procházející přes sluneční kotouč podařilo dokonce vyfotografovat. Navíc k přechodu došlo pouhý den poté, kdy byl podle předpokládané oběžné dráhy dříve předpovězen. Při zatmění v roce 1878 bylo pozorováno dokonce několik zářících objektů v blízkosti Slunce. V tomto případě šlo ale nejspíše o dvě hvězdy. V dalších letech docházelo k dalším zatměním, vylepšovala se pozorovací technika, ale k žádným dalším objevům nedošlo. Po smrti Le Verriera roku 1877 také ochablo nadšení a odhodlání novou planetu objevit.
Pozdější zkoumání prostoru uvnitř dráhy Merkuru dokonce potvrdila, že se v tomto prostoru nenacházejí ani žádné větší planetky, jen několik objektů, které dráhu Merkuru kříží.

## Další vysvětlení nesrovnalostí
Během následujících víc než půlstoletí se zpřesnilo určení odchylky, ale nenašla se žádná vhodná jiná hypotéza, která by ji uspokojivě vysvětlovala. Teprve Albert Einstein po publikování své obecné teorie relativity roku 1915 navrhl její ověření důkazy, z nichž první byl právě výpočet odchylky stáčení perihelia Merkuru. Jeho výpočet však nebyl ještě uznán za důkaz, tím se stalo až pozorování gravitačního zakřivení světla roku 1919.